# Arsalan Kazemi
Arsalan Kazemi Naeini (en persan : ارسلان كاظمی نائینی) est un joueur iranien de basket-ball né le 22 avril 1990 à Ispahan, en Iran. Il mesure 2,01 m et évolue au poste d'ailier.

## Carrière en club
Kazemi commence sa carrière dans le club iranien de Zob Ahan Isfahan. Il souhaite partir aux États-Unis pour développer son jeu. Il reçoit plusieurs offres de clubs universitaires et choisit, en novembre 2008, de jouer pour les Rice Owls, l'équipe universitaire de basket-ball de l'université Rice, à Houston (Texas). Il finit la saison 2007-2008 en jouant pour le lycée Patterson en Caroline du Nord. Kazemi est le premier Iranien à jouer en NCAA.
Lors de sa première saison avec les Owls, en 2009-2010, il marque 10,3 points et prend 9,1 rebonds en moyenne par rencontre. Il est nommé dans la meilleure équipe des freshmen (joueurs de première année) de la Conference USA (avec Hassan Whiteside). Il est aussi nommé meilleur rookie de la Conference USA lors de la semaine du 1er février 2010. À la fin de la saison 2010-2011, il est nommé dans la deuxième meilleure équipe de la Conference USA.
Il se présente à la Draft 2013 de la NBA et est choisi en 54e position par les Wizards de Washington. Ses droits sont ensuite acquis par les 76ers de Philadelphie.

## Carrière en équipe nationale
Kazemi est sélectionné dans les diverses équipes de jeunes d'Iran. Il est capitaine de l'équipe des moins de 19 ans lors du championnat du monde 2009 à Auckland. Il marque 16,6 points, prend 12,2 rebonds et fait 3 passes décisives en moyenne par rencontre. Il est le meilleur intercepteur, le 2e meilleur rebondeur, et le 3e meilleur contreur de la compétition.
Kazemi est ensuite appelé en équipe nationale en août 2010 pour la coupe Stanković, compétition préparatoire au championnat du monde 2010. Lors du championnat du monde, Kazemi marque 12 points, prend 7,4 rebonds et intercepte 2,8 passes en moyenne par rencontre. Il est le meilleur intercepteur de la compétition et réalise le meilleur match au rebond sur la compétition avec 14 prises contre la Slovénie
Ses bonnes performances dans les équipes nationales iraniennes sont remarquées par les observateurs,.